# Спиталфилдс

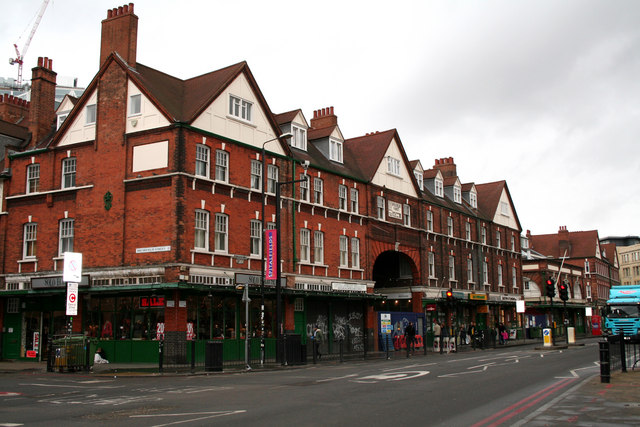
Старый рынок Спиталфилдс (Old Spitalfields Market)

Спиталфилдс (англ. Spitalfields) — район Лондона в составе боро Тауэр-Хэмлетс в лондонском Ист-Энде. Включает местность вокруг Коммершл-стрит, Брик-Лейн и церкви Христа. В районе находится несколько рынков, включая рынок Спиталфилс, исторический Старый рынок Спиталфилдс, рынок Брик-Лейн и рынок Петтикоут-Лейн. В прошлом был частью общины Степни графства Мидлсекс, но в 1729 стал самостоятельной общиной. Граничащий с лондонским Сити Спиталфилдс перешел под управление Столичного совета по работам в 1855 года и вошел в состав района Уайтчепел. С 1889 года был частью Лондонского графства, а с 1900 частью столичного района Степни. Потерял статус самостоятельной общины в 1921 году.

## Топоним
Наименование Спиталфилдс встречается как Spittellond в 1399 году, как The spitel Fyeld на деревянной карте Лондона (примерно 1561 год) и как Spyttlefeildes в 1561 году. Название происходит от приората и госпиталя (англ. spital) Святой Марии, которому в средневековые времена принадлежали эти земли (дословно — «поля госпиталя»). Госпиталь был построен на восточной стороне ворот Бишопсгейт в 1197 году. Альтернативное и, скорее всего, более старое название этой местности — Лолсворт (англ. Lolsworth).

## История

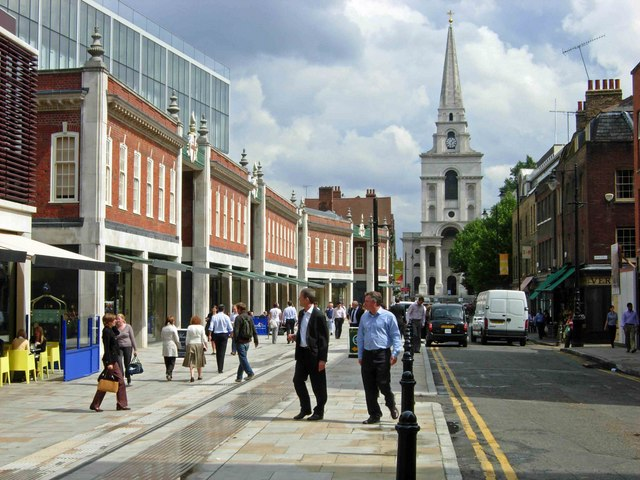
Брашфилд-Стрит, вид на Церковь Христа

На землях современного района Спиталфилдс находились поля и монашеские сады до конца XVII века, когда были проложены улицы для переселяющихся сюда ирландских и гугенотских ткачей . 
К востоку от ворот Бишопсгрейт находилось римское кладбище, отмеченное антикваром Джоном Стоу в 1576 году и ставшее предметом археологических раскопок в 1990-х годах, последовавших за перестройкой рынка Спиталфилдс.
В 1197 году на территории кладбища Уолтером Брунусом и его женой Роисией был основан госпиталь и приорат Святой Марии. Это был один из крупнейших госпиталей средневековой Англии. В 1539 году был секуляризирован при Генрихе VIII. Монастырские строения и часовня были снесены, а территории к югу от приората были использованы как артиллерийский полигон и стали вотчиной Тауэра. Остальные части приората постепенно заселялись лондонцами, а в XVII веке началась интенсивная застройка фермерских территорий жилыми домами.
Спиталфилдс стал центром шёлковой индустрией в результате переселение французских гугенотских беженцев, которые были вынуждены покинуть Францию после приятия Эдикта Фонтенбло. В 1730-х годах в Спиталфилдс начали переселяться ирландские ткачи.
В начале XIX века начался закат шёлковой индустрии. К 1822 году большинство рабочих покинули район. В викторианские времена бывшие купеческие дома превратились в густонаселённые трущобы. К концу XIX века Спиталфилдс стал одних из самых опасных и преступных районов Лондона.
В 1960-х годах началась кампания по спасению старых купеческих домов от сноса. Многие здания были отреставрированы и законсервированы Спиталфилдским строительным трастом, что привело к гентрификации и росту цен на недвижимость в районе.